# 烏斯懷亞縣

淺綠色為烏蘇懷亞縣

烏斯懷亞縣（西班牙語：Departamento Ushuaia），是阿根廷的縣份，位於該國南部火地省，首府設於烏斯懷亞，西面和南面與智利接壤，面積9,390平方公里，2010年人口56,956，人口密度每平方公里6.07人。